# Sistema de crédito social
O Sistema de Crédito Social (chinês: 社会信用体系, pinyin: shèhuì xìnyòng tǐxì) é uma espécie de lista negra nacional que está sendo desenvolvida pelo governo da República Popular da China sob a administração do Secretário-Geral do Partido Comunista da China, Xi Jinping. O programa iniciou os testes regionais em 2009, antes de lançar um piloto nacional com oito empresas de pontuação de crédito em 2014. Ele foi apresentado formalmente pelo então premiê chinês, Wen Jiabao, em 20 de outubro de 2011 durante uma das reuniões do Conselho de Estado. Em 2018, esses esforços foram centralizados no Banco Popular da China, com a participação de oito empresas. Em 2020, pretendia uniformizar a avaliação da reputação econômica e social dos cidadãos e das empresas, ou 'Crédito Social'.
A iniciativa de crédito social exige que os estabelecimentos de sistema de registro unificado para indivíduos, empresas e o governo sejam rastreados e avaliados quanto à confiabilidade. Os relatórios iniciais sugeriram que o sistema utilizava pontuação numérica como mecanismo de recompensa e punição; relatórios recentes sugerem que existem, de fato, várias formas diferentes de sistemas de crédito social sendo experimentadas. O sistema numérico foi implementado apenas em alguns dos vários programas-piloto regionais, enquanto o método regulatório nacional foi baseado principalmente em listas negras e brancas. O sistema de crédito está intimamente relacionado aos sistemas de vigilância em massa da China, como a Skynet, que incorpora sistema de reconhecimento facial, tecnologia de análise de big data, Inteligência artificial e o Projeto Maven do Pentágono.
Em 2018, algumas restrições foram impostas aos cidadãos, que a mídia estatal descreveu como o primeiro passo para a criação de um sistema de crédito social em todo o país. Em novembro de 2019, além do comportamento financeiro desonesto e fraudulento, outro comportamento que algumas cidades listaram oficialmente como fatores negativos de classificações de crédito incluem tocar música alta ou comer em metrôs/trens, violar as regras de trânsito, como atravessar fora da faixa de pedestres e violar o sinal vermelho, fazer reservas em restaurantes ou hotéis, mas não comparecer, deixar de separar corretamente os resíduos pessoais, usar de forma fraudulenta carteiras de identidade de outras pessoas em transporte público, fumar, etc. Por outro lado, o comportamento listado como fatores positivos de classificações de crédito incluem doar sangue, doar para instituições de caridade, trabalho voluntário para serviços comunitários, elogiar os esforços do governo nas redes sociais e assim por diante.
Em junho de 2019, de acordo com a Comissão Nacional de Desenvolvimento e Reforma da China, 27 milhões de passagens aéreas, bem como 6 milhões de passagens de trens de alta velocidade, foram negadas a pessoas consideradas "não confiáveis" (que estavam em uma lista negra) e 4,4 milhões de pessoas "indignas de confiança" optaram por cumprir os seus deveres exigidos por lei. Em geral, leva de 2 a 5 anos para ser removido da lista negra, mas a remoção antecipada também é possível se a pessoa na lista negra tiver feito o suficiente. Certas informações pessoais das pessoas na lista negra são deliberadamente disponibilizadas para a sociedade e exibidas online, bem como em vários locais públicos, como cinemas e ônibus, enquanto algumas cidades também proibiram os filhos de residentes "não confiáveis" de frequentar escolas particulares e até universidades. Por outro lado, pessoas com alta classificação de crédito podem receber recompensas como menor tempo de espera em filas de hospitais e agências governamentais, descontos em hotéis, maior probabilidade de receber ofertas de emprego e assim por diante.
Os defensores do Sistema de Crédito afirmam que o sistema ajuda a regular o comportamento social, melhora a "confiabilidade" que inclui o pagamento de impostos e contas em dia e promove os valores morais tradicionais, enquanto os críticos do sistema afirmam que ele ultrapassa o estado de direito e infringe o direitos legais de residentes e organizações, especialmente o direito à reputação, o direito à privacidade, bem como à dignidade pessoal, e que o sistema pode ser uma ferramenta para vigilância governamental abrangente e para repressão de dissidência do Partido Comunista da China.